# Элиас Рабн Оулафссон
Элиас Рафн Олафссон (исл. Elías Rafn Ólafsson; род. 11 марта 2000, Рейкьявик) — исландский футболист, вратарь клуба «Мидтьюлланн» и сборной Исландии.

## Клубная карьера
Олафссон — воспитанник клубов «Вёльсунгюр», «Брейдаблик» и датского «Мидтьюлланн». В 2020 году Элиас был включён в заявку на сезон последних. В том же году игрок на правах аренды выступал за «Орхус Фремад». Летом 2020 года Олафссон был арендован «Фредерисией». 13 сентября в матче против «Колдинга» он дебютировал в Первой лиге Дании. По окончании аренды игрок вернулся в «Мидтьюлланн». 20 августа 2021 года в матче против «Силькеборга» он дебютировал в датской Суперлиге.
Летом 2023 года Олафссон был арендован португальской «Мафрой». 13 августа в матче против дублёров «Бенфики» он дебютировал в Сегунда лиге.

## Международная карьера
8 октября 2021 года в отборочном матче чемпионата мира 2022 против сборной Армении Олафссон дебютировал за сборную Исландии.
В 2021 году Олафссон в составе молодёжной сборной Исландии принял участие в молодёжном чемпионате Европы в Венгрии и Словении. На турнире он сыграл в матче против команды Франции.